# Alan Jones
Alan Stanley Jones (Melbourne, 2 de novembro de 1946) é um ex-automobilista australiano.

## Carreira
O primeiro título conquistado foi em 1958 na Austrália quando foi campeão da Victorian Junior Karting.
Seria coroado campeão da Can-Am em 1978 com um Haas-Hall.
Começou na Fórmula 1 em 1975, disputando o GP da Espanha pela Hesketh. Correu ainda pelas equipes Hill, Surtees e Shadow (onde venceu pela primeira vez na categoria, no GP da Áustria) até 1977. Jones chegou ao auge de sua carreira no campeonato de 1980, quando foi Campeão Mundial de Fórmula 1 pela equipe Williams, pela qual estava desde a temporada de 1978.
Na segunda etapa do campeonato de 1981, Alan Jones causou um episódio um tanto constrangedor, no Grande Prêmio do Brasil, disputado em Jacarepaguá (Rio de Janeiro); além de ter vencido a primeira prova do campeonato de 1981, o australiano era considerado o primeiro piloto da equipe Williams. No andamento da corrida, os dois carros do time de Frank Williams vão fazendo a dobradinha. O domínio dos dois carros não será ameaçado com o segundo piloto do time, o argentino Carlos Reutemann na liderança, e Jones imediatamente atrás (2ª posição). A equipe ordena que o argentino deixe o australiano ultrapassá-lo, aumentando as chances da equipe de conquistar o campeonato. Reutemann ignorou o pedido do time e venceu a corrida. Revoltado com a atitude do seu companheiro de equipe, Jones se recusou a subir ao pódio para receber o troféu de 2º colocado.
Possivelmente por influência dos desentendimentos entre Jones e Reutemann, o campeonato de 1981 acabou sendo vencido pelo brasileiro Nelson Piquet, piloto da equipe Brabham, a despeito da excelente fase que a Williams estava passando. Sem espaço na equipe de Frank, deixou a Fórmula 1 no final do ano.
No campeonato de 1983, na segunda etapa, fez uma única prova pela equipe Arrows, em Long Beach, no Grande Prêmio do Oeste dos Estados Unidos, substituindo o brasileiro Chico Serra, tendo abandonado por problemas físicos.
O piloto australiano retornaria pela terceira vez na F1 em 1985 estreando na equipe Lola-Beatrice, no Grande Prêmio da Itália em Monza, e por todo o campeonato de 1986, tendo como resultado de maior relevo um 4º na Áustria (mesmo palco de sua primeira vitória) e de onde encerrou de vez sua passagem na F-1 para correr na Sports Sedan GT Australiana, pela qual competiu até 2002. Ainda em 1985, antes de disputar o GP da Itália, disputou uma única corrida pela Fórmula Indy; correu no GP de El Khart Lake no lugar de Mário Andretti, que estava se recuperando após um acidente sofrido durante as 500 milhas de Michigan daquele ano; terminou a prova na terceira colocação, atrás de Michael Andretti e Jacques Villeneuve Sr.
Após 3 anos inativo, Jones ainda tentou voltar a correr em 2005, na recém-criada Grand Prix Masters (categoria que reunia ex-pilotos de Fórmula 1), mas não conseguiu participar da etapa inicial, por dores no pescoço. Depois disso, encerrou definitivamente a carreira de piloto.

## Todo os Resultados de Alan Jones na Fórmula 1
(legenda) (Corrida em negrito indica pole position, corridas em itálico indica volta mais rápida)
| Ano  | Equipe                           | Chassis        | Motor                | 1       | 2       | 3       | 4       | 5       | 6       | 7       | 8       | 9       | 10      | 11      | 12      | 13      | 14      | 15      | 16      | 17     | Pontos   | Posição  |
| ---- | -------------------------------- | -------------- | -------------------- | ------- | ------- | ------- | ------- | ------- | ------- | ------- | ------- | ------- | ------- | ------- | ------- | ------- | ------- | ------- | ------- | ------ | -------- | -------- |
| 1986 | Team Haas USA Ltd                | Lola THL1      | Hart L4 Turbo        | BRA Ret | ESP Ret |         |         |         |         |         |         |         |         |         |         |         |         |         |         |        | 4        | 12º      |
| 1986 | Team Haas USA Ltd                | Lola THL2      | Ford F1 V6 Turbo     |         |         | SMR Ret | MON Ret | BEL 11º | CAN 10º | EUA Ret | FRA Ret | GBR Ret | ALE 9º  | HUN Ret | AUT 4º  | ITA 6º  | POR Ret | MEX Ret | AUS Ret |        | 4        | 12º      |
| 1985 | Team Haas USA Ltd                | Lola THL1      | Hart L4 Turbo        |         |         |         |         |         |         |         |         |         |         |         | ITA Ret |         | EUR Ret |         | AUS Ret |        | 0        | NC (35º) |
| 1983 | Arrows Racing Team               | Arrows A6      | Ford Cosworth DFV V8 |         | USW Ret |         |         |         |         |         |         |         |         |         |         |         |         |         |         |        | 0        | NC (33º) |
| 1981 | Albilad-Williams Racing Team     | Williams FW07C | Ford Cosworth DFV V8 | USW 1º  | BRA 2º  | ARG 4º  | SMR 12º | BEL Ret | MON 2º  |         |         |         |         |         |         |         |         |         |         |        | 46       | 3º       |
| 1981 | TAG Williams Team                | Williams FW07C | Ford Cosworth DFV V8 |         |         |         |         |         |         | ESP 7º  |         |         |         |         |         |         |         |         |         |        | 46       | 3º       |
| 1981 | TAG Williams Team                | Williams FW07C | Ford Cosworth DFV V8 |         |         |         |         |         |         |         | FRA 17º | GBR Ret | ALE 11º | AUT 4º  | HOL 3º  | ITA 2º  | CAN Ret | LVG 1º  |         |        | 46       | 3º       |
| 1980 | Albilad-Saudia Racing Team       | Williams FW07B | Ford Cosworth DFV V8 | ARG 1º  | BRA 3º  | AFS Ret | USW Ret | BEL 2º  | MON Ret | FRA 1º  | GBR 1º  | ALE 3º  | AUT 2º  | HOL 11º | ITA 2º  | CAN 1º  | USE 1º  |         |         |        | 671 (71) | 1º       |
| 1979 | Albilad-Saudia Racing Team       | Williams FW07  | Ford Cosworth DFV V8 | ARG 9º  | BRA Ret | AFS Ret | USW 3º  |         |         |         |         |         |         |         |         |         |         |         |         |        | 401 (43) | 3º       |
| 1979 | Albilad-Saudia Racing Team       | Williams FW07  | Ford Cosworth DFV V8 |         |         |         |         | ESP Ret | BEL Ret | MON Ret | FRA 4º  | GBR Ret | ALE 1º  | AUT 1º  | HOL 1º  | ITA 9º  | CAN 1º  | USA Ret |         |        | 401 (43) | 3º       |
| 1978 | Williams Grand Prix Engineering  | Williams FW06  | Ford Cosworth DFV V8 | ARG Ret | BRA 11º | AFS 4º  | USW 7º  | MON Ret | BEL 10º | ESP 8º  | SUE Ret | FRA 5º  | GBR Ret | ALE Ret | AUT Ret | HOL Ret | ITA 13º | USE 2º  | CAN 9º  |        | 11       | 11º      |
| 1977 | Shadow Racing Team               | Shadow DN8     | Ford Cosworth DFV V8 |         |         |         | USW Ret | ESP Ret | MON 6º  | BEL 5º  | SUE 17º | FRA Ret | GBR 7º  | ALE Ret | AUT 1º  | HOL Ret | ITA 3º  | USE Ret | CAN 4º  | JAP 4º | 22       | 7º       |
| 1976 | Durex Team Surtees               | Surtees TS19   | Ford Cosworth DFV V8 |         |         | USW NC  | ESP 9º  | BEL 5º  | MON Ret | SUE 13º | FRA Ret | GBR 5º  | ALE 10º | AUT Ret | HOL 8º  | ITA 12º | CAN 16º | EUA 8º  | JAP 4º  |        | 7        | 15º      |
| 1975 | Custom Made Harry Stiller Racing | Hesketh 308    | Ford Cosworth DFV V8 |         |         |         | ESP Ret | MON Ret | BEL Ret | SUE 11º |         |         |         |         |         |         |         |         |         |        | 2        | 17º      |
| 1975 | Embassy Racing with Graham Hill  | Hill GH1       | Ford Cosworth DFV V8 |         |         |         |         |         |         |         | HOL 13º | FRA 16º | GBR 10º | ALE 5º  |         |         |         |         |         |        | 2        | 17º      |

- ↑1  Nos descartes

## Outros resultados

### 24 Horas de Le Mans
| Ano  | Equipe                | Co-pilotos                       | Carro        | Classe | Voltas | Pos. | Class Pos. |
| ---- | --------------------- | -------------------------------- | ------------ | ------ | ------ | ---- | ---------- |
| 1984 | Porsche Kremer Racing | Vern Schuppan Jean-Pierre Jarier | Porsche 956B | C1     | 337    | 6º   | 6º         |
| 1987 | Toyota Team Tom's     | Geoff Lees Eje Elgh              | Toyota 87C-L | C1     | 19     | DNF  | DNF        |